# Glenn Patching
Glenn Scott Patching (Temora, 12 april 1958) is een Australisch zwemmer.

## Biografie
Patching nam driemaal deel aan de Olympische spelen en won tijdens deze deelnames drie medailles.
Tijdens de Olympische Zomerspelen van 1980 won Patching de gouden medaille op de de 4x100m wisselslag, Patching kwam alleen in actie de series.
Dit is tot en met 2021 de enige keer geweest dat de Amerikanen niet de 4x100m wisselslag wonnen. De Amerikanen waren afwezig vanwege een boycot.

## Internationale toernooien
| Jaar | Olympische Spelen                                                    | Wereldkampioenschappen                                                                           | Gemenebestspelen                                                    |
| ---- | -------------------------------------------------------------------- | ------------------------------------------------------------------------------------------------ | ------------------------------------------------------------------- |
| 1976 | 18e 100m vrije slag 9e 100m rugslag                                  |                                                                                                  |                                                                     |
| 1977 |                                                                      |                                                                                                  |                                                                     |
| 1978 |                                                                      | 4e 100m rugslag 15e 200m rugslag 7e 4x100m vrije slag 8e 4x200m vrije slag 11e 4x100m wisselslag | 100m rugslag · 200m rugslag · 4x100m vrije slag · 4x100m wisselslag |
| 1979 |                                                                      |                                                                                                  |                                                                     |
| 1980 | 16e 100m rugslag · 4x100m wisselslag · Patching zwom enkel de series |                                                                                                  |                                                                     |